# Concorso a premi
Secondo la normativa italiana un concorso a premi è un tipo di manifestazione a premio ovvero un'iniziativa promozionale che si concretizza attraverso lo strumento della promessa e dell'assegnazione di premi in correlazione o meno all'acquisto di un bene e/o di un servizio. I soggetti legittimati a promuovere manifestazioni a premio sono imprese produttrici o commerciali fornitrici o distributrici dei beni o dei servizi promozionati, nonché le organizzazioni rappresentative dell'associazionismo economico tra imprese costituite sotto forma di consorzi e di società anche cooperative. 
Possono indire manifestazioni a premio anche imprese straniere che non hanno sede stabile in Italia, attraverso un proprio rappresentante residente nel territorio dello Stato, nominato ai sensi dell'art. 17 della normativa IVA (rappresentante fiscale).
Le manifestazioni a premio possono essere svolte anche in associazione tra più aziende.
A seconda delle scelte aziendali, i concorsi a premi possono essere gratuiti (senza prevedere acquisto), con acquisto (legati all'acquisto di alcuni prodotti) o "misti", ossia prevedere entrambe le condizioni.

## Tipologia (artt. 1, 2, 3)
Le manifestazioni a premio si suddividono in due tipi di iniziative:
- i concorsi a premio, in cui l'attribuzione dei premi dipende dalla sorte, da qualsiasi congegno, dall'abilità o dalla capacità dei concorrenti;
- le operazioni a premio, in cui l'attribuzione dei premi è condizionata all'acquisto o alla vendita di un determinato quantitativo di prodotti e/o di servizi.

## I premi messi in palio (art 4)
I premi possono consistere in beni (anche immobili), servizi, sconti di prezzo e documenti di legittimazione di cui all'articolo 2002 del codice civile, giocate del lotto o biglietti delle lotterie nazionali. Non possono costituire premio: il denaro, i titoli dei prestiti pubblici e privati, i titoli azionari, le quote di capitale societario e dei fondi comuni di investimento e le polizze di assicurazione sulla vita. I premi possono essere assegnati ai partecipanti con diverse modalità: vincite immediate (premi instant win), estrazione finale tramite sorteggio alla presenza di un funzionario incaricato, oppure tramite prove di abilità o votazione.

## La durata (art. 1, c. 3)
- Per i concorsi il termine massimo di durata è di un anno, ivi compresa anche l'individuazione dei vincitori.
- Per le operazioni a premio la durata massima è di cinque anni dall'inizio della manifestazione, comprese le operazioni di individuazione dei vincitori e di richiesta dei premi.
- Esistono anche concorsi a premi con modalità di vincita istantanea, chiamati instant win.